# Принципов мост
Принципов мост (званично Латинска ћуприја) је историјски мост преко ријеке Миљацке у Сарајеву. Сјеверни крај моста било је поприште атентата на надвојводу Аустрије Франца Фердинанда од стране Гаврила Принципа 1914. године, што је био повод за избијања Првог свјетског рата. 

## Историја моста
Судећи по почетку градње моста, то је један од најстаријих очуваних мостова у граду Сарајеву. У попису Босанског санџака од 1541. године, помиње се мост на овом мјесту, саграђен од кожара (сарача) Хусеина, сина Ширмерда. Тај први поменути мост, вјероватно је био саграђен од дрвета, јер подаци из 1565. свједоче да је камени мост овде саградио еминентни грађанин Сарајева Алија Ајни-бег. Страшна поплава која се десила 15. новембра 1791. године, тешко је оштетила мост, а његову каснију обнову финансирао је сарајевски трговац Хаџи Абдулах Брига.
Мост има четири лука и почива на три стуба повезаних чврсто за обалу. Грађен је од камена и гипса и има два слободна отвора, „очи“ у маси изнад стубова. Ове карактеристике се могу видјети и на грбу града Сарајева.
За вријеме Аустроугарске, због густог саобраћаја, мосту су додати и тротоари на конзолама.
Дуго времена након Првог свјетског рата, Сарајево је у свијету било препознатљиво по атентату извршеном поред овог моста. Због тога, стварањем Југославије овај мост је добио званичан назив Принципов мост по атентатору Гаврилу Принципу. 

## Ново име
Након осамостаљења Босне и Херцеговине називи свих улица, мостова и других јавних објеката која су носила имена познатих Срба у Сарајеву су преименована. Тако је и овај мост добио ново име, Латински ћуприја (на тур. Frenkluk cupri). То име је озваничено 1992. године, у вријеме кад је већина Срба протјерана из овог дијела Сарајева.
Ово име је преузето од једног ранијег колоквијалног назива за мост, а назив се односио на оближњу католичку четврт на лијевој обали Миљацке. Та четврт настала је као колонија дубровачких трговаца и мајстора (занатлија) који су у XIX вијеку доселили у Сарајево. Касније, ова четврт је углавном била насељена католичким становништвом, па је локално становништво због погрдног назива за католике (Латини) овај дио града називао Латинлук, а мост „латински“.